# Crepidopterus
Crepidopterus is een geslacht van kevers uit de familie van de loopkevers (Carabidae). De wetenschappelijke naam van het geslacht is voor het eerst geldig gepubliceerd in 1855 door Chaudoir.

## Soorten
Het geslacht Crepidopterus omvat de volgende soorten:
- Crepidopterus arrowi (Banninger, 1934)
- Crepidopterus cordipennis Fairmaire, 1901
- Crepidopterus decorsei (Fairmaire, 1901)
- Crepidopterus descarpentriesi Basilewsky, 1973
- Crepidopterus geayi Jeannel, 1946
- Crepidopterus goudotii (Guerin-Meneville, 1832)
- Crepidopterus mahaboensis Basilewsky, 1976
- Crepidopterus meridionalis Basilewsky, 1973
- Crepidopterus morosus (Banninger, 1934)
- Crepidopterus pipitzii Fairmaire, 1884
- Crepidopterus seyrigi (Alluaud, 1935)
- Crepidopterus sublevipennis (Alluaud, 1930)
- Crepidopterus sublevis Jeannel, 1946